# ハンドボールロシア女子代表
ハンドボールロシア女子代表は、ロシアハンドボール連合(HUR)によって編成されるロシアの女子ハンドボールナショナルチームである。欧州ハンドボール連盟(EHF)に所属する。

## 成績

### オリンピック
- 2008年 - 2位
- 2012年 - 8位
- 2016年 - 優勝
- 2020年 - 2位

### 世界選手権
- 1993年：5位
- 1995年：6位
- 1997年：4位
- 1999年：12位
- 2001年：優勝
- 2003年：7位
- 2005年：優勝
- 2007年：優勝
- 2009年：優勝
- 2011年：6位
- 2013年：

### 欧州選手権
- 1994年：6位
- 1996年：7位
- 1998年：9位
- 2000年：3位
- 2002年：4位
- 2004年：4位
- 2006年：2位
- 2008年：3位
- 2010年：7位
- 2012年：